# Kestenholz
Kestenholz est une commune suisse du canton de Soleure, située dans le district de Gäu.

## Histoire

Vue aérienne (1950)

La commune fait partie de la seigneurie de Buchsiten, puis du bailliage de Bechburg.

## Personnalités liées à la commune
- Urs, alias Frédéric Studer, dessinateur originaire de la commune